# Skip and Die
Skip and Die (stylisé Skip&Die) est un groupe de musique sud-africain et néerlandais, né de la rencontre de la chanteuse et vidéo-plasticienne sud-africaine Cata Pirata et du musicien/arrangeur/producteur néerlandais Jori Collignon. Le premier album Riots in the Jungle est sorti en octobre 2012. Cosmic Serpents est sorti en 2015.

## Membres actuels du groupe
- Cata Pirata : chant et vidéo-clip
- Jori Collignon : producteur
- Gino Bombrini : percussions et guitare
- Daniel Rose : sitar et guitare

## Le parcours
Le groupe trouve son origine dans un voyage austral, réalisé par le musicien néerlandais Jori Collignon, et la chanteuse et plasticienne Cata.Pirata, à Soweto, Johannesburg, Le Cap et autres villes sud-africaines. Ils y ont joué avec les artistes de la scène musicale locale, et ont complété leur groupe.
De retour en Europe, ils ont réalisé dans un studio d'Amsterdam un premier album, Riots in the jungle, comprenant douze titres. les chansons empruntent quatre des onze langues officielles de l'Afrique du Sud (l'anglais, l'afrikaans, le xhosa, le zoulou), et deux autres langues, l'espagnol et le portugais. Skip and Die fait danser sur des textes engagés (La Cumbia Dictadura, Anti-Capitalista). Les arrangements sont soignés (Lihlwempu Lomlungu), avec chœurs (Killing Aid), ou clarinette klezmer sur un dubstep guerrier (Love jihad). Le ton est toujours festif. Une première vidéo, "Love Jihad", réalisée par Cata.Pirata, a été diffusée sur le net pour créer le buzz.
Sur scène, le groupe comprend cinq membres auxquels il faut ajouter Jori Collignon, producteur et arrangeur. Le groupe s'est produit aux Rencontres Trans Musicales de Rennes, le 8 décembre 2012, au festival Les Femmes s'en mêlent à Paris en mars 2013, et à la salle La Machine du Moulin Rouge (anciennement La Loco), puis au festival Art Rock de Saint-Brieuc, à l’Europavox de Clermont-Ferrand et au Bad Bonn Kilbi en mai 2013. Il prolonge sa tournée au Solidays, au Garorock, aux Escales à Saint-Nazaire, au festival des Vieilles Charrues de Carhaix, au Sziget Festival, au Paléo Festival Nyon, en Suisse, en juillet 2013 et à Esperanzah!, en Belgique, en août 2013.

## Discographie

### Videos
- Muti Murder (2011)
- Love Jihad (2012)
- Jungle Riot (2013)
- Anti-Capitalista (2013)
- Señorita (2014)
- Cosmic Serpents (2015)